# Депортіво Перейра
«Депортіво Перейра» (ісп. Deportivo Pereira F.C. S.A.) — колумбійський футбольний клуб з міста Перейра. Клуб грає на стадіоні «Ернан Рамірес Вільєгас» місткістю 39890 глядачів. Футбольний клуб заснований 12 лютого 1944 року, та грає в Категорія Прімера A, найвищому дивізіоні колумбійського футболу.

## Досягнення
- Чемпіон Колумбії (1): 2022 Ф
- Фіналіст кубка Колумбії (1): 2021
- Фіналіст Суперліги Колумбії (1): 2023